# Перебийнис, Татьяна Юрьевна
Татья́на Ю́рьевна Переби́йнис (укр. Тетяна Юріївна Перебийніс; р. 15 декабря 1982, Харьков) — украинская профессиональная теннисистка; победительница шести турниров WTA в парном разряде; финалистка Уимблдонского турнира 2005 года в смешанном парном разряде; победительница Уимблдонского турнира 2000 года в парном разряде среди девушек.

## Личная жизнь
Татьяна Перебийнис родилась в семье Юрия Перебийниса и экономистки Аллы Лиховой. В 2005 году вышла замуж за своего тренера Дмитрия Задорожнего, в 2010 году родила дочь Иванку.

## Игровая карьера
На юниорском уровне Татьяна Перебийнис добилась значительных успехов. В 1999 году 16-летняя Татьяна в паре с Иродой Тулягановой вышла в финал Уимблдонского турнира среди девушек, а через год выиграла этот же турнир в паре с Иоаной Гаспар. Она также дважды вышла за этот сезон в финал турниров Большого шлема в одиночном разряде среди девушек — сначала на Уимблдоне, а затем на Открытом чемпионате США, оба раза уступив в финале Марии-Эмилии Салерни. На пике успехов она занимала первое место в парном и четвёртое место в одиночном разряде в юниорском рейтинге ITF.
Уже в 1999 году Татьяна завоевала свой первый титул в профессиональных теннисных турнирах. Это произошло в феврале на турнире ITF в Стамбуле, где она выступала в паре с Тулягановой. В августе на турнире ITF в своём родном Харькове Перебийнис уже сделала дубль, победив и в одинояном разряде, и в паре. В том же году, в 16 лет, она впервые выступила за сборную Украины в Кубке Федерации, выиграв одну встречу из четырёх. В 2000 году в Стамблуле она одержала первую победу над соперницей из первой сотни рейтинга, переиграв по пути к титулу посеянную первой Сильвию Фарину-Элию, на тот момент 54-ю в мире. С 2001 года она уже стала регулярной участницей турниров WTA, записав на свой счёт победы над 59-й ракеткой мира Анастасией Мыскиной в Майами и над 28-й ракеткой мира Тамарин Танасугарн в Антверпене. В паре с белорусской теннисисткой Татьяной Пучек она дошла до полуфинала в Антверпене, а затем до финала на Открытом чемпионате Ташкента. Её успешная игра в I Европейско-африканской группе Кубка Федерации (3 победы в пяти играх) помогла сборной Украины подняться во II Мировую группу.
В 2002 году, ровно через год после своего первого финала в Ташкенте, Перебийнис в паре с Пучек выиграла свой первый турнир WTA. Посеянные на турнире вторыми, они так ни разу и не сыграли с другими посеянными парами, обыгрывая соперниц, стоявших в рейтинге намного ниже. За 2003 год она с тремя разными партнёршами четыре раза доходила до финала турниров WTA и один раз — в середине лета на турнире в Сопоте — одержала победу. Перебийнис и её партнёрша Сильвия Талая не были в числе посеянных пар, но вторую из этих пар победили уже в первом круге. Ещё более сильную пару они одолели через неделю на турнире в Эспоо, но в финале всё-таки проиграли. После Открытого чемпионата США Татьяна впервые вошла в число 50 лучших теннисисток мира в парном разряде. В одиночном разряде она вошла в сотню сильнейших перед Открытым чемпионатом Франции, где преодолела квалификационное сито, но в первом круге уступила 24-й ракетке мира, многоопытной Кончите Мартинес.
В 2004 году Перебийнис уже дошла в Открытом чемпионате Франции до третьего круга, победив в первом 23-ю ракетку мира Елену Докич. Также до третьего круга она дошла и на Уимблдоне, а в августе вышла в финал турнира WTA в Стокгольме, победив по ходу посеянную четвёртой Ивету Бенешову. На Олимпийских играх в Афинах она дошла до второго круга, где проиграла 13-й ракетке мира Ай Сугияме. В парном разряде год прошёл без финалов, хотя по ходу сезона Перебийнис и Талая нанесли поражение двум сеяным парам в Индиан-Уэллс и Амелия-Айленде, а позже в паре с Марией Венто-Кабчи Татьяна повторила этот результат в Истборне, где они вышли в полуфинал. Зато за следующий год Перебийнис завоевала два титула в парном разряде и добавила к ним выход в финал на Уимблдоне в смешанном парном разряде, где её партнёром был австралиец Пол Хенли. Несеяные Перебийнис и Хенли обыграли по ходу турнира 11-ю, 7-ю и 4-ю посеянные пары, но в финале уступили Мари Пьерс и бывшей первой ракетке мира Махешу Бхупати. Однако Татьяне не удалось развить успех, и она пропустила весь остаток сезона после Уимблдона, оправляясь после вирусной инфекции.
2006 год прошёл для Перебийнис в попытках восстановиться. На фоне относительно слабых выступлений в рядовых турнирах на Уимблдоне она снова блеснула, когда вышла в полуфинал в женском парном разряде с Юлианой Федак. Турнирная сетка оказалась для украинского дуэта удобной, и для выхода в полуфинал им только один раз понадобилось обыграть посеянную пару — Анну-Лену Грёнефельд и Меган Шонесси. В 2007 году Перебийнис завоевала свой пятый титул WTA в парном разряде: на турнире в Варшаве с Верой Душевиной они победили в полуфинале и финале обе первых посеянных пары.

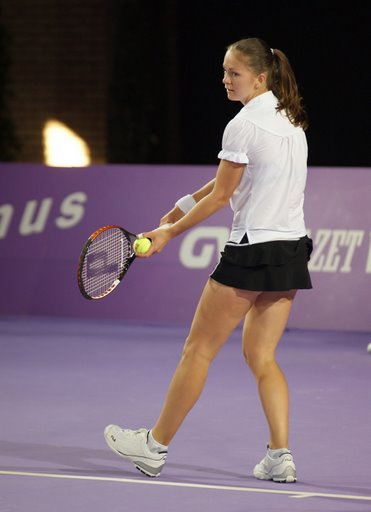
Перебийнис в 2008 году

В первой половине 2008 года Перебийнис ещё дважды побывала в финалах турниров WTA в парном разряде, выиграв один из них, и к началу апреля поднялась в рейтинге до 35-го места — высшего в карьере. В одиночном разряде она впервые за карьеру победила соперницу из первой десятки рейтинга, обыграв в первом круге Открытого чемпионата США десятую ракетку мира Веру Звонарёву. Как и в парном разряде, в одиночном она также достигла к апрелю рекордной для себя 55-й позиции в рейтинге. Однако этот рекордный год стал для неё фактически последним в карьере. В следующем сезоне она снялась с Открытого чемпионата Австралии из-за травмы спины и на корт вернулась только один раз, чтобы участвовать в Уимблдонском турнире. Проведя три матча, она окончательно завершила выступления, избрав тренерскую карьеру, о чём было объявлено ещё в феврале.
Татьяна не выступала с июня 2009 года из-за рождения дочери и последующего лечения лимфогранулематоза. В 2014 году украинка частично вернулась в протур, совмещая редкие появления на небольших турнирах с тренерской деятельностью. По словам самой Перебийнис, для раннего завершения карьеры был целый ряд наложившихся по времени причин (помимо родов и рака она также называет в этом списке травму спины), а свои последующие выступления она рекомендовала не рассматривать как полноценное возвращение.

## Итоговое место в рейтинге WTA по годам
| Год  | Одиночный рейтинг | Парный рейтинг |
| 2017 | 1 208             |                |
| 2008 | 89                | 67             |
| 2007 | 96                | 58             |
| 2006 | 158               | 71             |
| 2005 | 214               | 57             |
| 2004 | 90                | 96             |
| 2003 | 80                | 55             |
| 2002 | 114               | 80             |
| 2001 | 148               | 132            |
| 2000 | 188               | 179            |
| 1999 | 267               | 250            |
| 1998 | 500               | 704            |

## Выступления на турнирах

### Финалы турнировWTAв одиночном разряде (1)

#### Поражения (1)
| Легенда:                |
| ----------------------- |
| Турниры Большого Шлема  |
| Олимпиада               |
| Итоговый чемпионат года |
| 1-я категория           |
| 2-я категория           |
| 3-я категория           |
| 4-я категория           |
| 5-я категория           |

| Титулы по покрытиям | Титулы по месту проведения матчей турнира |
| ------------------- | ----------------------------------------- |
| Хард (0+5*)         | Зал (0)                                   |
| Грунт (0+2)         | Зал (0)                                   |
| Трава (0+0+1)       | Открытый воздух (0+7+1)                   |
| Ковёр (0)           | Открытый воздух (0+7+1)                   |

* количество побед в одиночном разряде + количество побед в парном разряде + количество побед в миксте.
| №  | Дата           | Турнир            | Покрытие | Соперница в финале | Счёт    |
| 1. | 8 августа 2004 | Стокгольм, Швеция | Хард     | Алисия Молик       | 1-6 1-6 |

### Финалы турнировWTAв парном разряде (11)

#### Победы (6)
| №  | Дата            | Турнир              | Покрытие | Партнёрша        | Соперницы в финале                                   | Счёт              |
| 1. | 16 июня 2002    | Ташкент, Узбекистан | Хард     | Татьяна Пучек    | Миа Бурич Галина Фокина                              | 7-5 6-2           |
| 2. | 3 августа 2003  | Сопот, Польша       | Грунт    | Сильвия Талая    | Марет Ани Либуша Прушова                             | 6-4 6-2           |
| 3. | 27 февраля 2005 | Акапулько, Мексика  | Грунт    | Алина Жидкова    | Роса Мария Андрес-Родригес Кончита Мартинес-Гранадос | 7-5, 6-3          |
| 4. | 1 мая 2005      | Варшава, Польша     | Грунт    | Барбора Стрыцова | Алиция Росольская Клаудия Янс                        | 6-1 6-4           |
| 5. | 6 мая 2007      | Варшава, Польша (2) | Грунт    | Вера Душевина    | Елена Веснина Елена Лиховцева                        | 7-5 3-6 [10-2]    |
| 6. | 24 мая 2008     | Страсбург, Франция  | Грунт    | Янь Цзы          | Чжань Юнжань Чжуан Цзяжун                            | 6-4 6-7(3) [10-6] |

#### Поражения (5)
| №  | Дата            | Турнир              | Покрытие | Партнёрша                 | Соперницы в финале                  | Счёт       |
| 1. | 16 июня 2001    | Ташкент, Узбекистан | Хард     | Татьяна Пучек             | Патриция Вартуш Петра Мандула       | 1-6 4-6    |
| 2. | 23 февраля 2003 | Богота, Колумбия    | Грунт    | Тина Крижан               | Оса Свенссон Катарина Среботник     | 2-6 1-6    |
| 3. | 20 апреля 2003  | Будапешт, Венгрия   | Грунт    | Кончита Мартинес-Гранадос | Петра Мандула Елена Татаркова       | 3-6 1-6    |
| 4. | 10 августа 2003 | Эспоо, Финляндия    | Грунт    | Сильвия Талая             | Евгения Куликовская Елена Татаркова | 2-6 4-6    |
| 5. | 10 января 2008  | Сидней, Австралия   | Хард     | Татьяна Пучек             | Чжэн Цзе Янь Цзы                    | 4-6 6-7(5) |

### Финалы турниров Большого шлема в смешанном парном разряде (1)

#### Поражения (1)
| №  | Год  | Турнир              | Покрытие | Партнёрша | Соперники в финале       | Счёт    |
| 1. | 2005 | Уимблдонский турнир | Трава    | Пол Хенли | Мари Пьерс Махеш Бхупати | 4-6 2-6 |